# Zuma (jogo)
Zuma é um jogo eletrônico no estilo puzzles publicado pela empresa PopCap Games. O jogo foi lançado para várias plataformas, incluindo Xbox 360, PlayStation Portable e iPod.
Uma versão aprimorada chamada Zuma Deluxe foi lançada para as plataformas Microsoft Windows, Mac OS X, download do Xbox Live Arcade para Xbox 360, e um download do PlayStation Network para o PlayStation Network. Além disso, o jogo é incluído com a versão para PlayStation 3 de Bejeweled 3, juntamente com Feeding Frenzy 2.
O jogo possuí dois modos. No modo Aventura, o objetivo do jogo é eliminar todas as esferas coloridas no caminho do nível. Para eliminá-las, é necessário agrupar três ou mais bolas da mesma cor, utilizando uma bola lançada pelo jogador. Ganha-se o nível ao eliminar todas as esferas. No modo Gauntlet, o jogador joga um nível do modo aventura na forma de um desafio, onde sua dificuldade aumenta gradativamente.
O jogo teve uma sequência lançada em 2009, chamada Zuma's Revenge, que adicionou 60 novos níveis. Uma adaptação para Facebook foi lançada em 2010, chamada Zuma's Blitz.

## Jogabilidade
O jogador controla um sapo de pedra que lança esferas coloridas à trilha. O sapo contém duas bolas, que podem ser trocadas a qualquer momento. Ao agrupar, no mínimo, 3 esferas da mesma cor ou mais, estas são removidas somando pontos para o medidor de Zuma. Também é possível coletar moedas para aumentar mais eficientemente o medidor de Zuma. Quando o medidor de Zuma enche, a criação de novas esferas é interrompida. Ocorre a mudança de nível (ou fase) ao eliminar todas as esferas presentes na trilha. As esferas se direcionam a uma caveira dourada, que lentamente abre sua boca conforme chegam mais perto.
As esferas podem conter uma variedade de power-ups que podem ser coletados ao eliminá-las, permitindo o jogador lançar esferas mais rápido, explodir várias esferas no trilho, diminuir a velocidade do trilho ou inverter a trajetória das esferas.
É possível coletar bônus adquirindo moedas, explodindo grupos de bolas em um único lance, obtendo bônus de corrente, e lançando através de lacunas de esferas. bônus de tempo também são premiados dentre 40 segundos a quatro minutos dependendo do nível, se o jogador completar o nível no tempo mínimo elaborado pelo jogo (chamado de Ace Time).

### Modos de jogo
Zuma oferece dois modos de jogo: Aventura e Gauntlet. No modo Aventura, o jogador progride por uma série de fases. No modo Gauntlet, o jogador joga um nível contínuo em que o desafio continua se dificultando até o jogador falhar e perder.

#### Aventura
Cada jornada no modo Aventura inicia com três vidas, mas vidas extras podem ser obtidas a cada 50 mil pontos adquiridos. Fases são organizadas em templos. É possível obter pontos extras lançando uma esfera a uma moeda, fazendo grupos de bolas explodirem com um lance único, conseguindo bônus de corrente, lançando através de lacunas nas esferas, ou terminando o nível no tempo mínimo elaborado pelo jogo (chamado de Ace Time). Todas as vidas restantes no final de uma partida equivalem a 50.000 pontos adicionais para adicionar à pontuação final do jogador. Do mundo três a quatro, existem apenas três cores de esferas: azul, vermelho, amarelo, e verde. A partir do mundo quatro, a cor roxa é adicionada, e a partir do mundo sete, a cor branca também é adicionada na lista.

### Gauntlet
O jogador pode iniciar em um nível já alcançado no modo aventura, e praticá-lo ou vencê-lo, na forma de um desafio que aumenta gradualmente. As classificações de nível são divididas, em ordem, como: Rabbit, Eagle, Jaguar, e Sun God. Para avançar ao próximo nível, é necessário derrotar todos os sete estágios no modo de treinamento ou sobrevivência. Na dificuldade final, Sun God, as esferas se movem em uma velocidade constante, mesmo se aproximarem-se a caveira dourada, o jogador pode continuar infinitamente, por que essa classificação não tem um limite.

## Acusação de plágio
Zuma foi acusado de plagiar o jogo Puzz Loop de 1998. Jason Kapalka, fundador da PopCap, alegou que Zuma é "certamente um jogo diferente e não um clone exato". Ele afirmou que estava feliz com a ideia de jogos "clones" se eles adicionassem algo interessante para a jogabilidade.

## Recepção
Zuma teve uma recepção mista. Jeff Haynes da IGN deu uma nota oito de dez, afirmando que o jogo é "um dos melhores jogos da PopCap (...) mas se você for apenas um fã casual, terá que avaliar se vale a pena pagar dez dólares por um jogo que está amplamente disponível". Kristan Reed da EuroGamer deu uma nota de quatro de dez para a versão de Xbox, alegando que o jogo "Não vale 11,50/14,99 euros. É quase um roubo".
Editores da Computer Gaming World nomearam Zuma para o seu prêmio "Puzzle game of the Year" , que foi vencido por Bookworm. Eles escreveram: "De Bejeweled a Rocket Mania e Zuma, a PopCap sempre encontrou novas maneiras de soletrar vício". Em um prêmio pelos mesmos editores, foi nomeado Zuma Deluxe para o "Arcade Classic of the Year" , mas o vencedor foi Sid Meier's Pirates!.
Durante a sétima edição da Annual Interactive Achievement Awards, a Academia de Artes & Ciências Interativas nomeou Zuma Deluxe para "Computer Downloadable Game of the Year". 

## Sequências e adaptações
Em setembro de 2009, a sequência Zuma's Revenge foi lançada para Microsoft Windows e macOS, apresentando 60 novos níveis. Em 14 de dezembro de 2010, Zuma Blitz foi lançada para Facebook, incorporando recursos do Facebook na sua jogabilidade, como o status dos amigos do jogador na rede social.